# Disappears
Disappears est un groupe de rock indépendant américain originaire de Chicago formé en 2008. Le groupe a publié cinq albums, dont le dernier Irreal en 2015.

## Biographie
Le groupe est formé en 2008 par le chanteur guitariste Brian Case (ex-90 Day Men et The Ponys), le batteur Graeme Gibson, le guitariste Jonathan Van Herik et le bassiste Damon Carruesco. Le groupe publie en 2010 son premier album baptisé Lux sur le label Kranky. L'année 2011 voit la publication de Guider leur second album. À la suite de la publication de ce disque Steve Shelley de Sonic Youth remplace le batteur pour la tournée. Il participe aussi à l'enregistrement du disque suivant, Pre Language publié en 2012, et à la tournée suivante. Il quitte le groupe pour des problèmes d'incompatibilité d'emploi du temps, et est remplacé par Noah Leger. En 2013 le groupe publie son quatrième album Era. La même année il enregistre une reprise du titre Trans Europa Express de Kraftwerk, produite par Sonic Boom.

## Discographie
Albums studio
Live
Ep et singles
Split single